# Lijst van neologismen van Van Kooten en De Bie
Hieronder staat een lijst van neologismen van Van Kooten en De Bie. De lijst bevat woorden en uitdrukkingen die door hen zijn geïntroduceerd, dan wel nieuw leven zijn ingeblazen.
| Jaar | Uitdrukking                                                  | Toelichting |
| ---- | ------------------------------------------------------------ | --- |
| 1973 | bescheurkalender                                             | dagkalender met op de voor en achterkant van elke bladzijde een humoristische schets in tekst en/of beeld. |
| 1974 | daar moet de mattenklopper overheen                          | |
| 1974 | dames heren ook                                              | |
| 1974 | fijns                                                        | |
| 1974 | leef met vlag en wimpel, maar hou het simpel!                | |
| 1974 | schrijpend                                                   | porte-manteauwoord van schrijnend en nijpend |
| 1975 | demonstructie                                                | porte-manteauwoord van demonstratie en instructie |
| 1975 | krommunicatie                                                | porte-manteauwoord van kromme communicatie (communicatie die niet deugt) |
| 1975 | natuurleuk                                                   | |
| 1975 | stoned als een garnaal                                       | afkomstig uit het liedje "Stoont als een garnaal" uit 1975 van Van Kooten en De Bie |
| 1977 | bonken pruimen op sap zetten van wippenstein gaan            | eufemismen voor geslachtsgemeenschap |
| 1977 | geilneef                                                     | (te) vaak seksueel opgewonden man |
| 1977 | regelneef                                                    | iemand die graag alles precies regelt |
| 1978 | en wel hierom                                                | |
| 1978 | van die dingen ja                                            | |
| 1979 | godverdegodver                                               | |
| 1979 | hou je d'r buiten, Cock                                      | |
| 1979 | scheurgras                                                   | |
| 1979 | takkeschurft                                                 | |
| 1980 | doemdenken                                                   | het koesteren van een uiterst sombere toekomstverwachting De uitdrukking is in Nederland bekend geworden door Van Kooten en De Bie, maar niet door hen bedacht. Zo schreef H.J.A. Hofland in 1972 in zijn bundel Tegels Lichten: "In het begin van de jaren zeventig is het begrip 'doemdenken' ontstaan" en kwam het woord ook voor in een artikel in de NRC van juli 1979. |
| 1980 | geen gezeik, iedereen rijk                                   | |
| 1980 | gelul van een dronken aardbei                                | |
| 1980 | kneukfilm                                                    | knokfilm waarin ook wordt 'geneukt' |
| 1980 | mag ik even een teiltje?                                     | |
| 1980 | mogen wij even overgeven?                                    | |
| 1980 | op hun pik getrapt aan hun taas getrokken in hun kuif gepikt | uitdrukkingen die al in de jaren vijftig in Den Haag in gebruik waren taas = oorspronkelijk metalen punt waar tol op draait én een synoniem voor penis |
| 1980 | voor al uw dameswensen                                       | |
| 1980 | vrije jongens                                                | |
| 1981 | samen voor ons eigen                                         | |
| 1981 | vieze man                                                    | man die alles geil vindt |
| 1982 | positivo                                                     | iemand die eerder de mogelijkheden dan de gevaren, eerder de positieve dan de negatieve kanten in mensen, zaken of omstandigheden zal zien en benadrukken |
| 1985 | jemig de pemig                                               | (reeds bestaande) uitroep van verbazing |
| 1985 | mozes kriebel                                                | verwijzing naar uitroep van verbazing "mozes kriebel in de badkuip" die rond 1950 in Den Haag in gebruik was, maar mogelijk ouder is |
| 1985 | oudere jongere                                               | |
| 1985 | wibocri                                                      | witteboordencriminaliteit |
| 1986 | arro                                                         | iemand die arrogant is |
| 1986 | zwijgstront                                                  | zwijgen wegens ruzie |
| 1989 | ik ben genoemd                                               | |
| 1990 | nieuw-flinks                                                 | verwijzing naar Nieuw Links |
| 1993 | krasse knarren                                               | |